# 碳醯肼
碳酰肼是化學式為OCOC(N2H3)2的化合物。它是一種白色的水溶性固體。

## 生產
工業上是通過用肼處理尿素生產的：
OC(NH2)2  +  2 N2H4   →   OC(N2H3)2 +  2 NH3
它也可以通過其他C1-前體與肼反應製備，如碳酸酯。

## 結構
該分子是非平面的。所有氮中心為略微錐形，表明C-N的π鍵較弱。C-N和C-O的距離分別約為1.36 Å和1.25 Å。

## 工業用途
碳酰肼可作為氧氣洗滌器，用於去除鍋爐系統中的氧氣，防止其被腐蝕。碳酰肼可用作環氧樹脂的固化劑。碳酰肼已被用於開發彈藥推進藥，穩定肥皂，並用作有機合成中的試劑。

## 危害
加熱碳酰肼可能導致爆炸。碳酰肼吞嚥有害，會刺激眼睛、呼吸系統和皮膚。碳酰肼對水生生物有毒。